# 7e régiment de chasseurs à cheval (France)
Le 7e régiment de chasseurs à cheval est un régiment de cavalerie légère de l'armée française créé sous la Révolution à partir du régiment des chasseurs de Picardie, un régiment de cavalerie français d'Ancien Régime.

## Création et différentes dénominations
- 1727 : Compagnies franches de Volontaires royaux
- 1747 : Légion royale
- 1776 : l'ordonnance du 25 mars 1776 vint dissoudre les 6 légions : Royales, Flandre, Lorraine, Condé, Soubise et Dauphiné. Les Dragons qui entraient dans la composition de la Légion Royale formèrent 4 escadrons de chasseurs à cheval qui furent incorporés en cette qualité et comme 5e escadrons dans les régiments de dragons : Colonel Général, Mestre de Camp, Royal et du Roy.
- 1779 : 1er régiment de chasseurs à cheval
- 1784 : chasseurs des Alpes
- 1788 : 7e régiment de chasseurs à cheval (Douai). Appelé également chasseurs de Picardie
- 1814 : chasseurs d'Orléans
- Les Cent-Jours : le régiment reprend le no 7.
- 16 juillet 1815 : dissous à Strasbourg par ordonnance royale.
- 1816 : chasseurs de Corrèze
- 1825 : 7e régiment de chasseurs à cheval
- 1831 : dissous (2e chasseurs)
- 19 février 1831 : 7e régiment de chasseurs à cheval
- 1939 : dissous (donne naissance aux 2e GRCA, 6e GRCA, 1er GRDI, 15e GRDI, 66e GRDI, 73e GRDI.
- 1940 : 7e régiment de chasseurs à cheval (Nimes)
- 1942 : le régiment est dissous à la suite de l'invasion de la zone libre par les Allemands.
- 1er juin 1963 : le 7e régiment de chasseurs d’Afrique prend l’appellation 7e régiment de chasseurs.
- 1er juin 1964 : le 7e régiment de chasseurs prend l’appellation de 5e régiment de dragons.
- 1er juillet 1964 : le 29e régiment de dragons, rentré d’Algérie début mai 1964, prend la dénomination 7e Régiment de Chasseurs (Arras).
- 30 juin 1993 : dissous.

## Chefs de corps
- 1747 : de Chabot la Serre
- 1759 : de Chabot
- 1760 : de Melfort
- 1761 : de Vallière
- 1763 : de Nicolai
- 1765 : de Coigny
- 1774 : de Lauzun
- 1779 : de Cellier
- 1780 : de Glinglin
- 1784 : de la Perronays
- 1788 : le Duchat de Rurange de Rederquin
- 1789 : de Contades.
- 1791 : Armand Désiré de Vignerot du Plessis .
- 1792 : colonel François-Charles Scheglinski.
- 1793 : Memez.
- 1794 : de Montbrun.
- 1799 : de Lamunée.
- 1801 : de Lagrange .
- 1807 : colonel Hippolyte Marie Guillaume de Piré.
- 1809 : colonel François Joseph Bohn ;
- 1811-1812 : colonel Alfred Armand Robert Saint-Chamans
- 1812 : colonel Charles Antoine Delaitre.
- 1813 : de Verdière.
- 1815 : de Rochambeau
- 1816 :	Mermet.
- 1820 :	d’Argout.
- 1822 :	de Wimpfen.
- 1831 : Jourdan.
- 1838 : Guibout.
- 1843 : Biziaux.
- 1847 : Gustave Olivier Lannes de Montebello.
- 1851 : Berger de Castellane.
- 1854 : de Mirandol.
- 1856 : Dumas.
- 1858 : Savaresse.
- 1859 : d’Estienne de Chaussegros de Lioux.
- 1864 : Delebec.
- 12 août 1866 - 3 octobre 1870 : Léon Thornton.
- 1870 : Mieulet de Richubont.
- 1885 : du Hamel de Chanchy.
- 1891 : René Michel Moreau.
- 1896 : Sibone de la Moruière.
- 1899 : du Bois de Meyrignac
- 1900 : Fabre.
- 1901 : Meneust.
- 1902 : Besset.
- 1907 : Matuszynski.
- 1914 : Rey.
- 1916 : Verdelhan des Molles.
- 1917 : Pascal.
- 1918 : Alquier-Bouffard.
- 1919 : Meaudre.
- 1920 : Delaage de Chaillon.
- 1925 : Sagot.
- 1931 : Petiet.
- 1934 : Jacottet.
- 1936 : de Montmorin de Saint-Herem.
- 1938 - août 1939 Brenet.
- Septembre 1940 - 1942 : Schott.
- 15 février 1964 - 1er juin 1964 : Lieutenant-colonel Philippe Duplay.
- 1er juillet 1964 - 1966 : Colonel Jérôme Levesque.
- 1966-1968 : Colonel Paul Guillaut.
- 1968-1970 : Colonel René Massias.
- 1970-1972 : Colonel Lejeune.
- 1972-1974 : Lieutenant-colonel Dumesnil-Adelée.
- 1974-1976 : Colonel Bernard de Bressy de Guast.
- 1976-1978 : Colonel de Belloy de Saint-Liénard.
- 1978-1980 : Colonel Robert Baton.
- 1980-1982 : Colonel Bernard Bonaventure.
- 1982-1984 : Colonel Bernard Durieux.
- 1984-1986 : Colonel Christian Loriferne.
- 1986-1988 : Colonel Pacoret de Saint-Bon.
- 1988-1991 : Colonel François Hudault.
- 1991-1993 : Colonel Louis d’Astorg

## Historique des combats et batailles du7erégimentde chasseurs à cheval

### Ancien Régime
- 1745-1748 : Guerre de Succession d'Autriche
- 1756-1763 : Guerre de Sept Ans
- 1769 : Corse

### Guerres de la Révolution et de l'Empire
- 1792-1794 : Armée du Rhin
- 1793-1797 : Guerre de Vendée
- 1798-1799 : Italie
- 1804-1807 : Grande Armée
- 1806 : Campagne de Prusse et de Pologne
  - 14 octobre : Bataille d'Iéna
- 1807 :
  - 8 février : Bataille d'Eylau
- 1809 : Allemagne
- 1810-1811 : Espagne et Portugal
- 1812 : Campagne de Russie
  - Bataille de Polotsk
- 1813 : Campagne d'Allemagne
  - 16-19 octobre : Bataille de Leipzig
- 1814 : Campagne de France
  - 14 février 1814 : Bataille de Vauchamps

### De 1815 à 1848
- De la Monarchie de Juillet, du Second Empire puis de la IIIe République jusqu'à la Première Guerre mondiale.
- 1823-1824 : Expédition d'Espagne
- 1832 : Siège de la citadelle d'Anvers

### Second Empire
- 1858: Conquête de l'Algérie par la France
- 1859: Campagne d'Italie

### De 1870 à 1914
Le 31 octobre 1870, durant la guerre franco-prussienne, un escadron du 7e régiment de chasseurs à cheval, qui formait le 6e régiment mixte de cavalerie, fut engagé au Combat d'Illiers en Eure-et-Loir.

Le 24 novembre 1870 les 2e, 3e, 4e et 5e escadrons du 7e régiment de chasseurs à cheval furent engagés dans les combats de Chilleurs, Ladon, Boiscommun, Neuville-aux-Bois et Maizières dans le Loiret
Le 26 novembre eut lieu le combat de Lorcy ou fut engagé le 7e chasseurs à cheval.
- Durant la Commune de Paris en 1871, le régiment participe avec l'armée versaillaise à la semaine sanglante.
- 1881 : Protectorat français de Tunisie

### Première Guerre mondiale

#### Affectations
Le 7e Régiment de Chasseurs à cheval garnison Sézanne Sampigny (Rouen 1910) rattachement au 6e Corps Évreux 1914.
Pendant la Première Guerre mondiale, le 7e régiment de chasseurs à cheval appartient à la 5e division d'infanterie (France).

#### 1914
- Offensive en Belgique - Retraite (du 5 août 1914 au 5 septembre 1914)[1].
- La bataille de la Marne du 5 septembre 1914 au 24 octobre 1914.
- Opérations sur l’Yser (du 24 octobre 1914 au 4 décembre 1914). Rendant hommage à l’opiniâtre résistance du Régiment, le Général commandant la Brigade citait, le 5 novembre, à l’ordre le Colonel REY et le 7e Chasseurs « pour la façon brillante dont ils ont tenu leurs tranchées malgré une vive attaque allemande qui avait fait plier deux tranchées à leur gauche ».

#### 1915
- Campagne d’hiver en Champagne (du 6 décembre 1914 au 10 mai 1915).
- Opérations en Artois (du 12 mai 1915 au 25 octobre 1915).
- Campagne d’hiver 1915-1916 dans la Somme (du 25 octobre 1915 au 25 mars 1916). Le 25 octobre, le 3e Corps passe de la Xe Armée à la VIe s’embarque pour se rendre dans la région de Moreuil. Le 27 octobre, un groupement de cavalerie est constitué sous les ordres du Colonel Rey. Il comprend les six escadrons du 7e Chasseurs, le 8e Escadron du 11e régiment de hussards, le 5e et 6e Escadrons du 20e régiment de dragons, remplacés le 19 novembre par les 7e et 8e Escadrons du 14e régiment de hussards. Le groupement cantonne dans la zone sud d’Amiens à l’est de Breteuil. À partir du 11 novembre, le groupement constitue un détachement de 350 cavaliers à pied et une section de mitrailleuses, sous le commandement d’un Capitaine et de quatre Lieutenants.

#### 1916
- Opérations devant Verdun et sur les côtes de Meuse (du 1er avril 1916 à mars 1917).

#### 1917
- Opérations au Chemin-des-Dames (de mars 1917 au 1er août 1917).
- Somme, Mailly, Touraine, Champagne (d’août 1917 à avril 1918).

#### 1918
- Deuxième bataille de la Marne (du 20 juin 1918 au 25 août 1918).
- Opérations du 1er Escadron de la Vesle au camp de Sissonne (du 4 septembre 1918 à novembre 1918).
- Opérations du 3e Escadron dans l’Oise avec la 6e D.I. (de juin 1918 au 8 septembre 1918) .
- Opérations du 4e Escadron avec la 5e D.I. (du mois de juillet jusqu’à l’Armistice) .

### Seconde Guerre mondiale
En 1939, le 7e régiment de chasseurs (RC) tient garnison à Évreux. Partiellement motorisé, il appartient à la cavalerie non endivisionnée.
Il relève du 3e groupement de cavalerie (Compiègne), avec les 6e et 7e groupes d’automitrailleuses de Compiègne et de Saint-Omer.
Le groupement de cavalerie est destiné à former à la mobilisation des Groupes de Reconnaissance. Aussi, dès la déclaration de guerre, le 7e RC disparaît-il en tant que tel pour se répartir et donner naissance à six groupes de reconnaissance :
- 2e groupe de reconnaissance de corps d’armée (2e GRCA),
- 6e groupe de reconnaissance de corps d’armée (6e GRCA),
- 1er groupe de reconnaissance de division d’infanterie (1er GRDI),
- 15e groupe de reconnaissance de division d’infanterie (15e GRDI),
- 66e groupe de reconnaissance de division d’infanterie (66e GRDI),
- 73e groupe de reconnaissance de division d’infanterie (73e GRDI).

Août 1940 :  le 7e régiment de chasseurs de l'armée d'armistice est constitué à Carcassonne puis à Nîmes à partir d'éléments du 4e GRDI et de la 15e DIM. Le régiment est rattaché à la brigade de réserve générale du 1er groupe de division militaire dont le PC est à Vienne.
1942 : le régiment est dissous à la suite de l'invasion de la zone libre par les Allemands et du sabordage de la flotte française à Toulon.

### De 1945 à nos jours

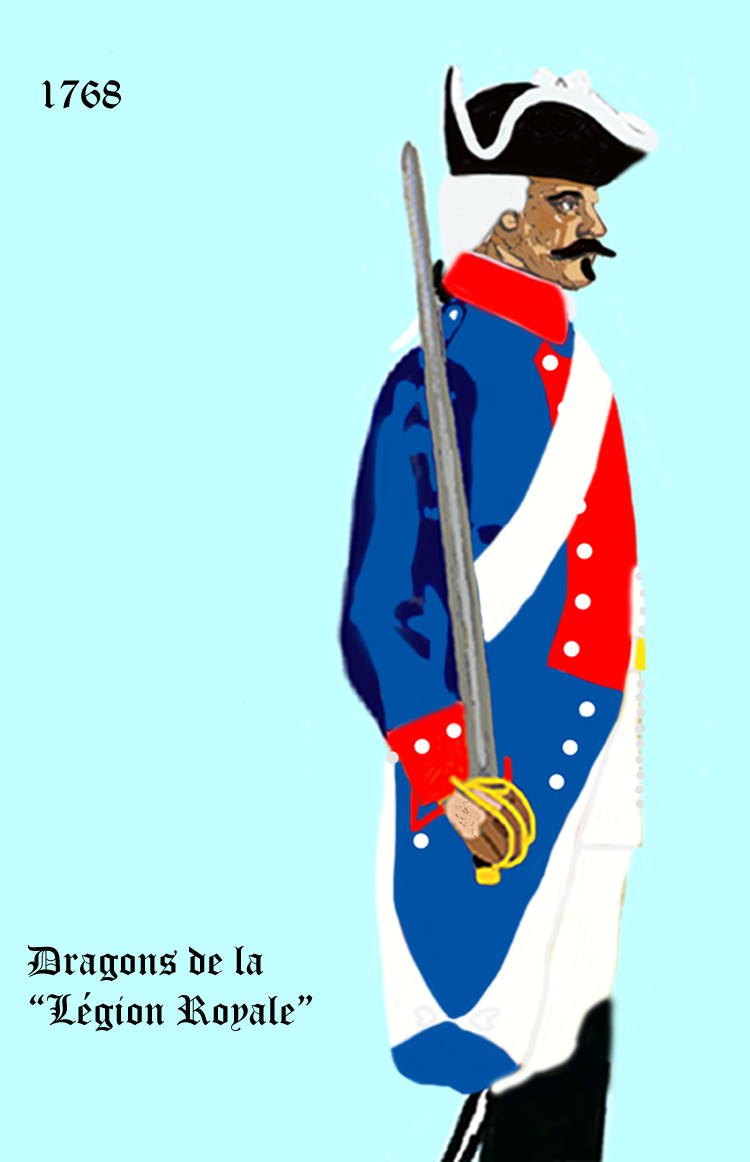
Dragons de la Légion royale 1768
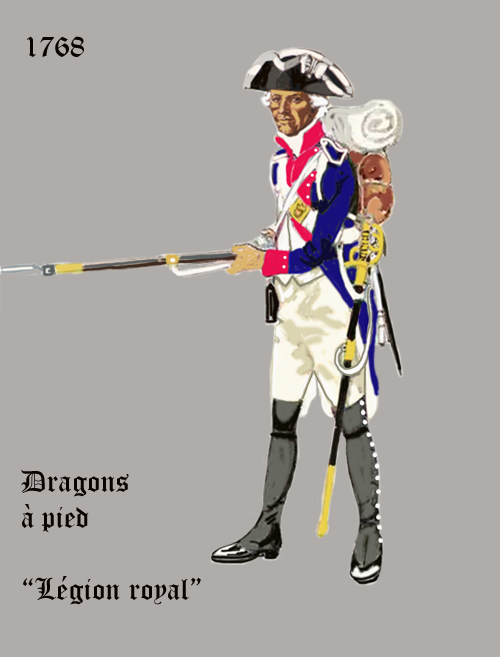
Dragons à pied de la Légion royale 1768
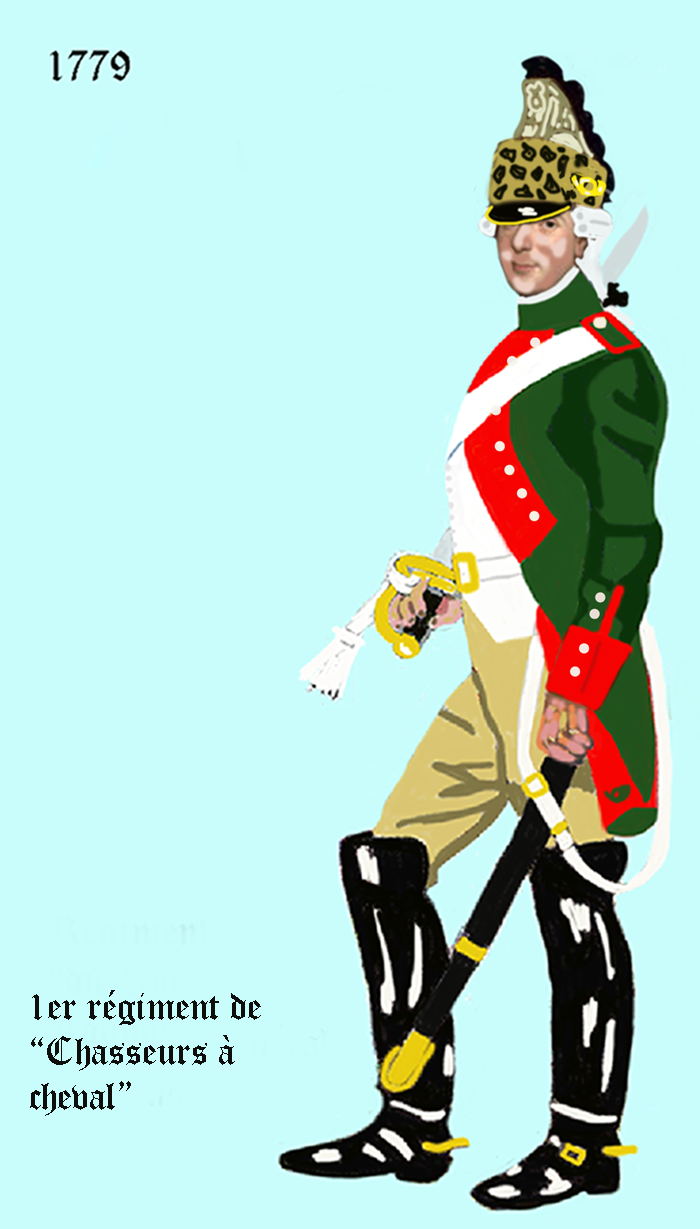
1er régiment de chasseurs 1779
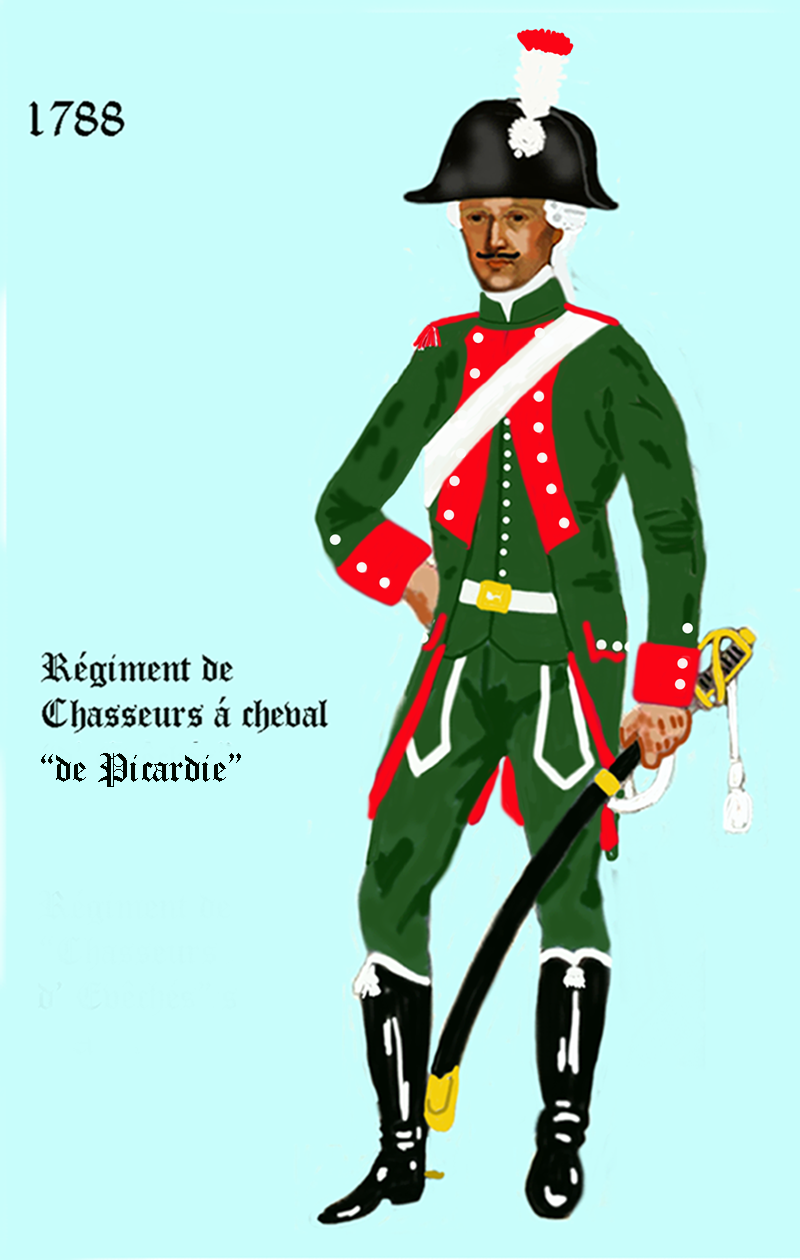
Chasseurs de Picardie 1788
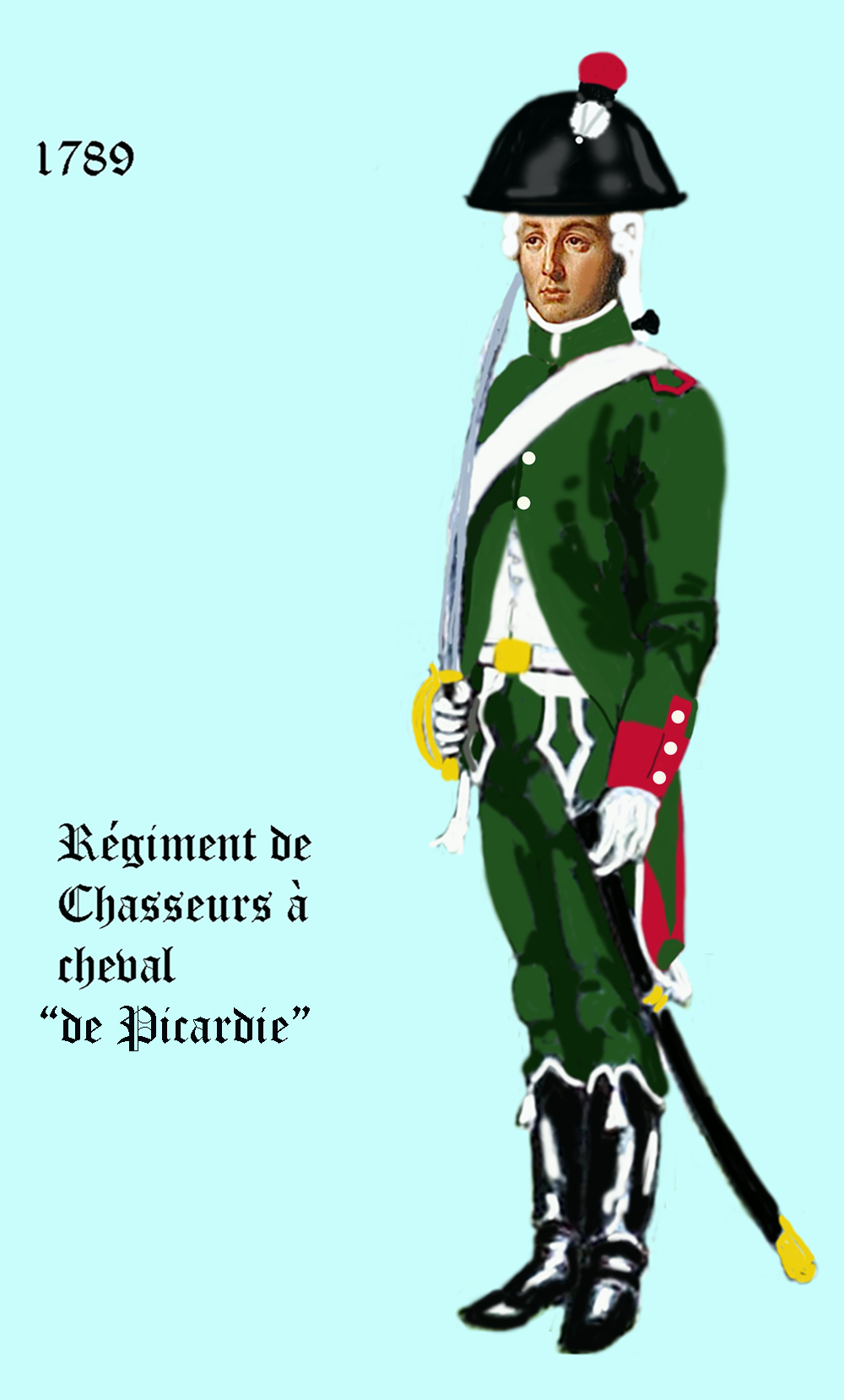
Chasseurs à cheval de Picardie 1789
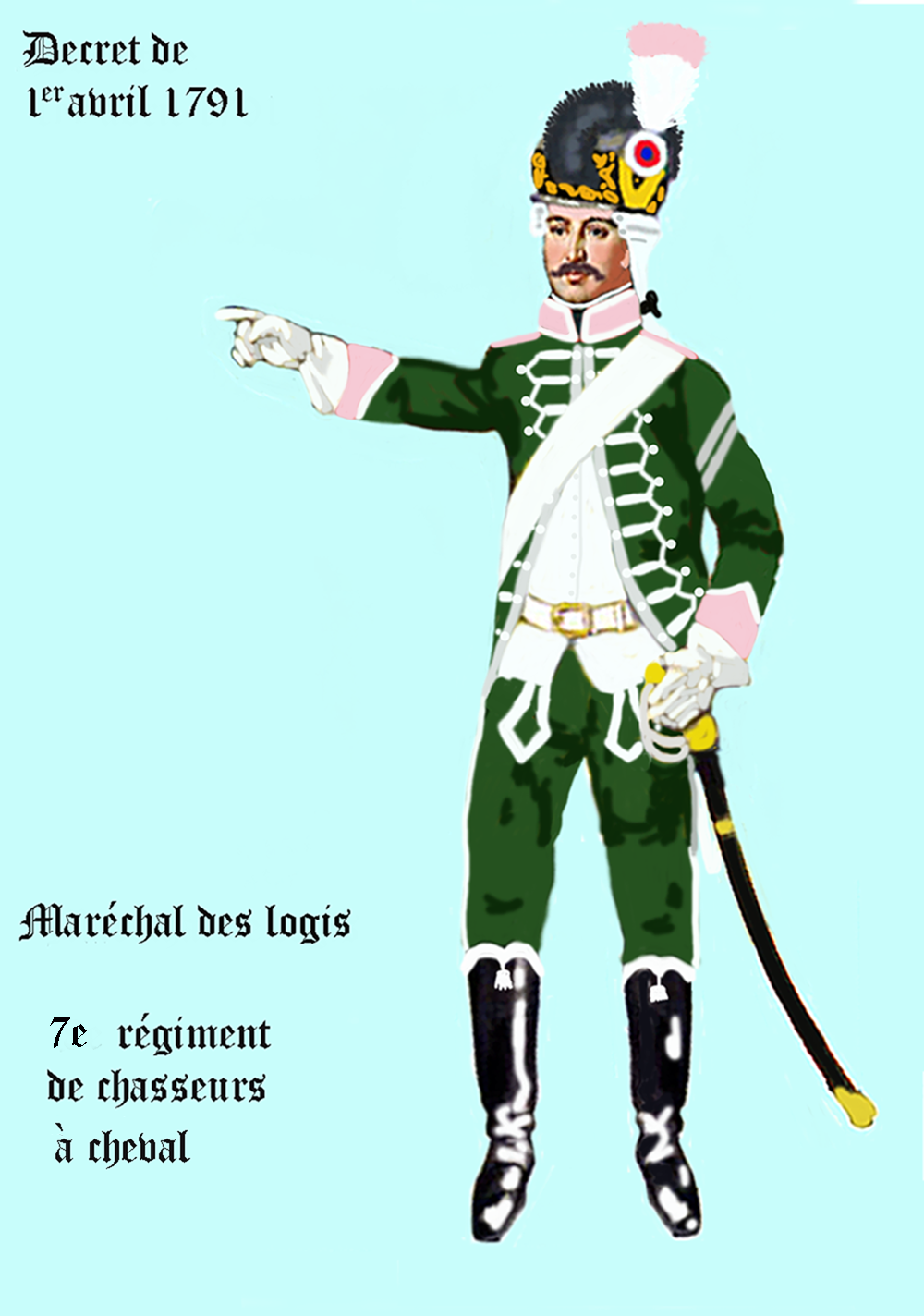
7e régiment de chasseurs à cheval 1791
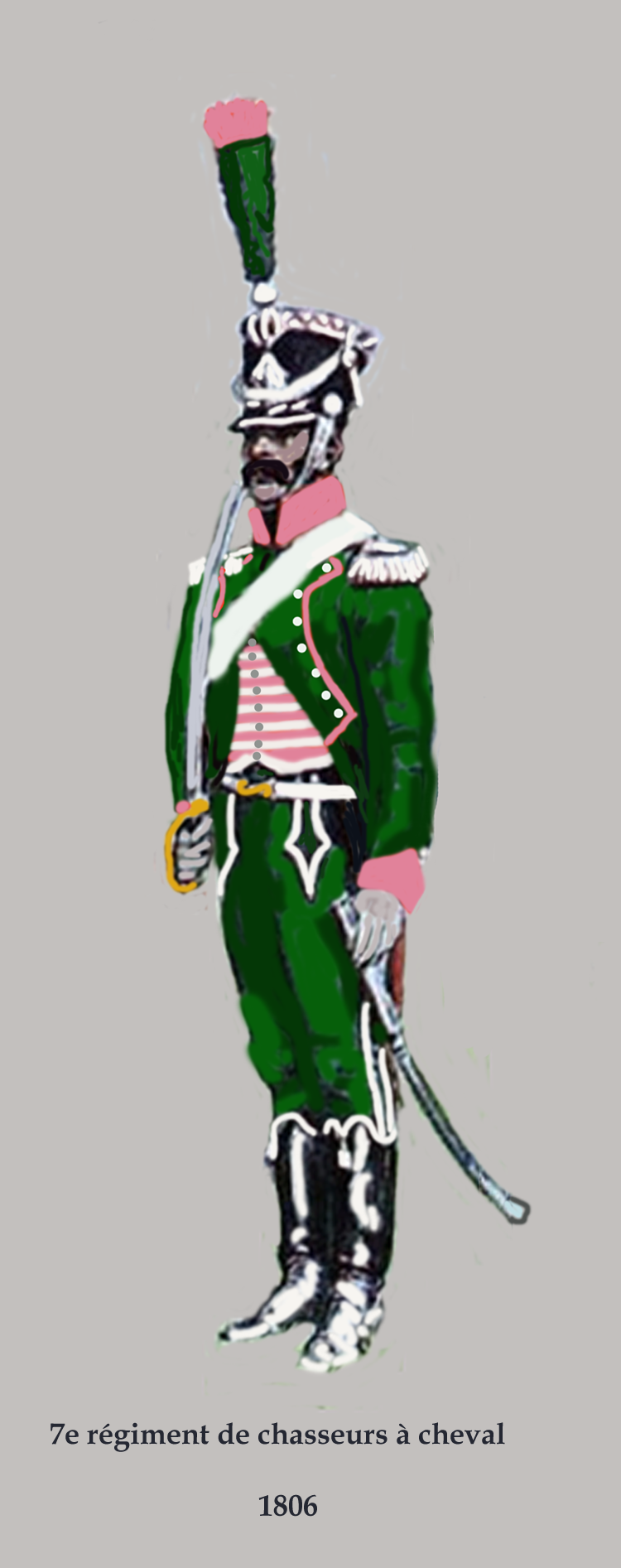
7e régiment de chasseurs à cheval 1806
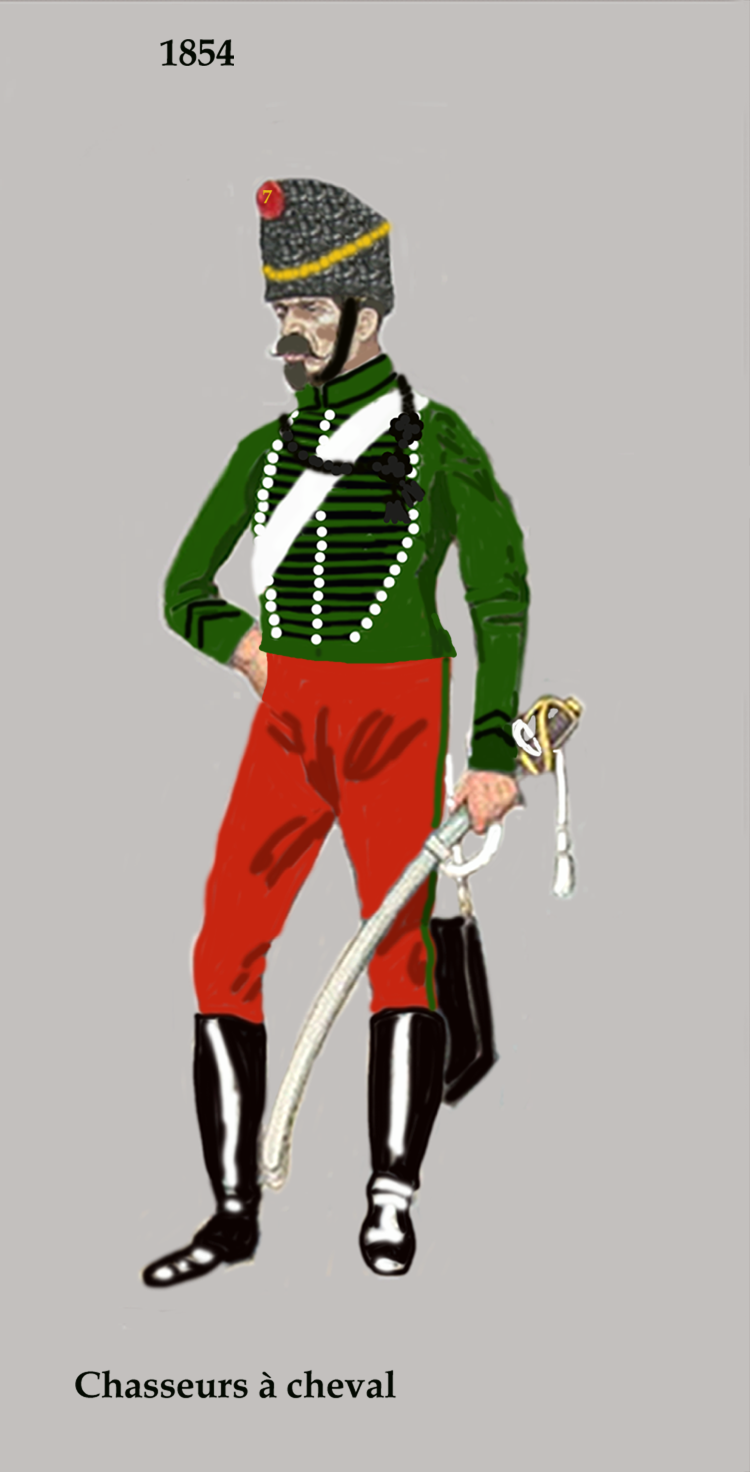
7e régiment de chasseurs à cheval 1854

### Garnisons
- Mars 1788-1792	: Douai
- 1802-1803 : Brest
- 1817-1818 : Libourne
- 1825-1830 : Nîmes
- 1830-1838 : successivement Sarreguemines, Maubeuge, Chartres, Poitiers, Belfort.
- 1838-1848 : Carcassonne
- 1848-1862 : Arras
- 1862-1865 : Libourne
- 1873-1874 : Libourne
- 1874-1913 : Rouen (caserne Richepanse)
- 1913 - septembre 1939 : Évreux (quartier Tilly)
- Septembre 1940-27 novembre 1942 : Nîmes
- Juin 1963 - mai 1964 : Friedrichshafen
- Juin 1964 - juin 1993 : Arras

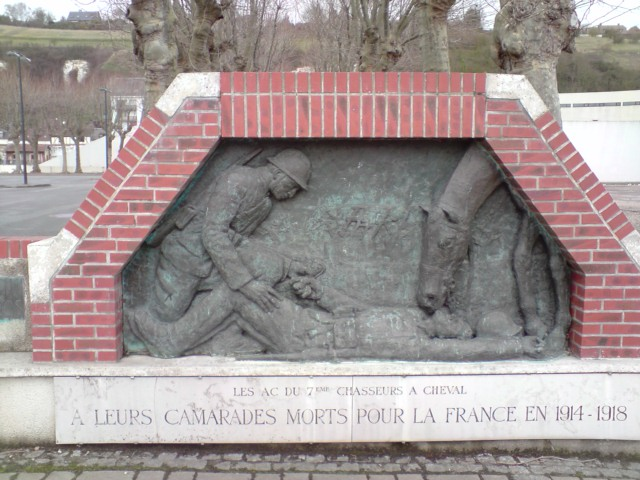
Monument aux morts du 7e RCC (1914-1918).
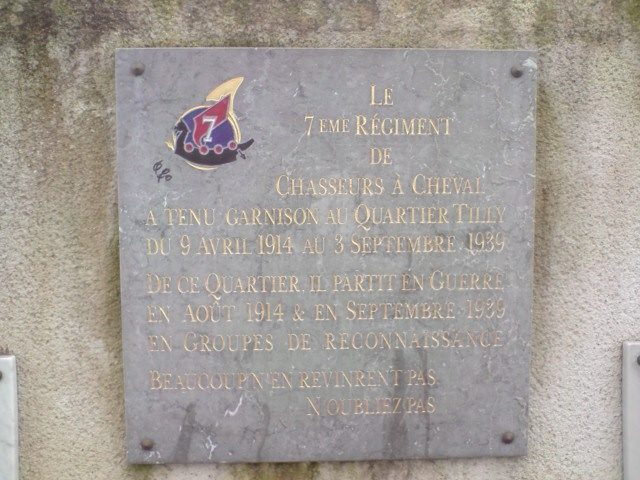
Plaque commémorative du 7e RCC : "A tenu garnison au quartier Tilly (Évreux) du 9 avril 1914 au 3 septembre 1939. En groupes de reconnaissance. Beaucoup n'en revinrent pas. N'oubliez pas".
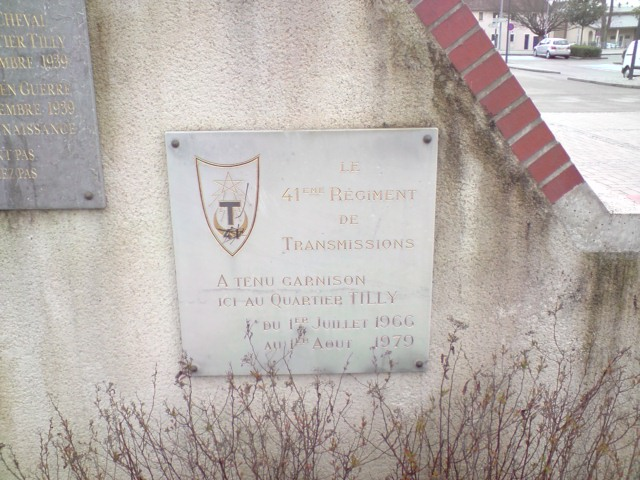
Plaque commémorative du 41e régiment de transmissions. A tenu garnison ici au quartier Tilly (Évreux) du 1er juillet 1966 au 1er août 1979.
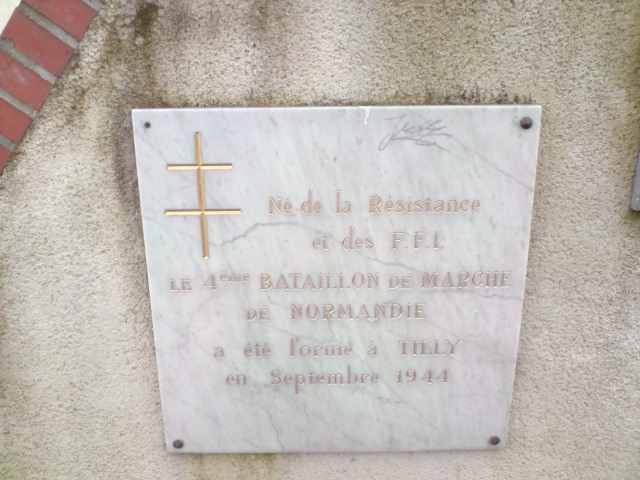
Plaque commémorative du 4e bataillon de marche de Normandie (FFI) a été formé au quartier Tilly (Évreux) en septembre 1944.
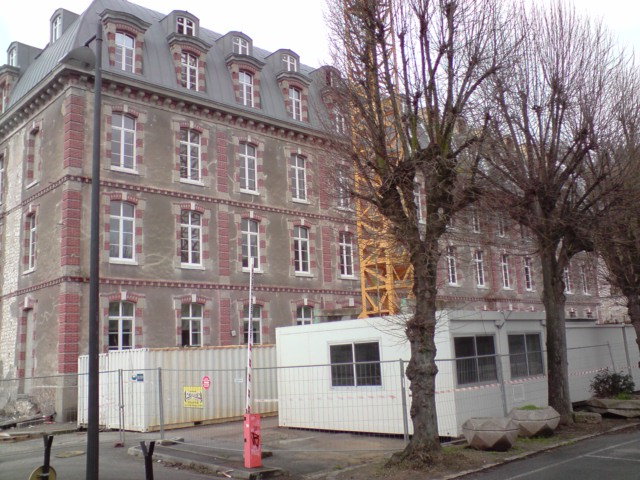
Bâtiment réhabilité de l'ancien quartier Tilly en 2009 (Évreux).
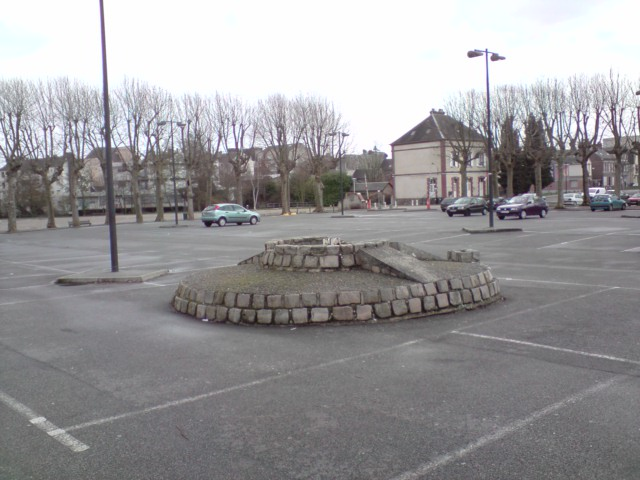
Place d'armes de l'ancien quartier Tilly du 7e R.C.C (Évreux).
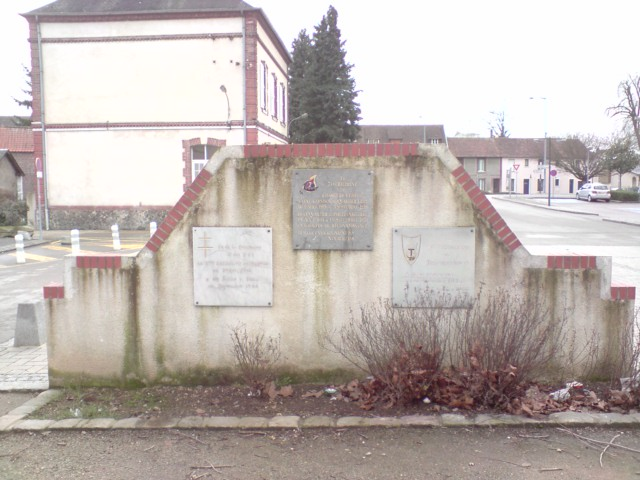
Plaques des régiments passés au quartier Tilly.
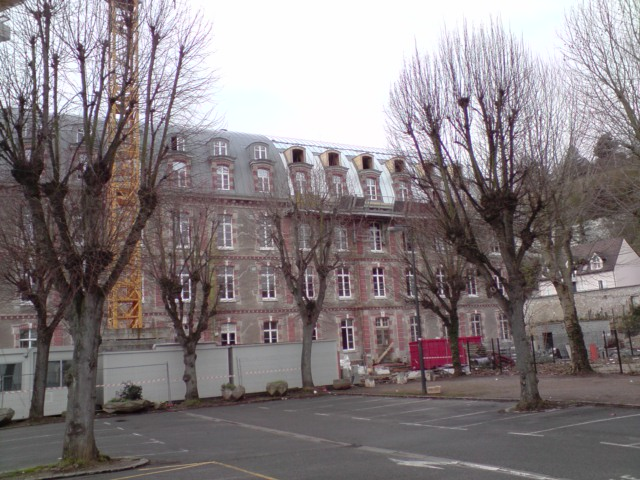
Logements réhabilités de l'ancien quartier Tilly.
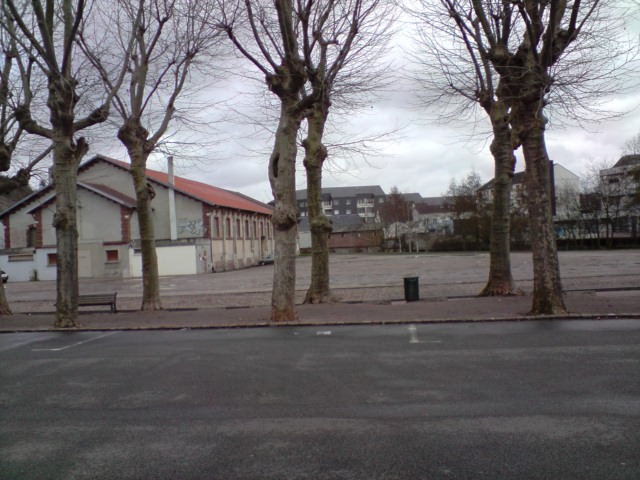
Ancien bâtiment du quartier Tilly.

## L'étendard du7erégimentde chasseurs à cheval
Sur l'étendard du 7e Chasseurs sont inscrits des batailles auxquelles a participé le 7e Chasseurs à cheval et celles du 7e régiment de chasseurs d'Afrique pendant la campagne de 1944-1945.
Il porte, cousues en lettres d'or dans ses plis, les inscriptions suivantes :
- Iéna 1806
- Polotsk 1812
- Magenta 1859
- Solférino 1859
- La Marne 1914-1918
- l'Yser 1914

## Décorations
sa cravate est décorée :
- Croix de Guerre 1914-1918 avec une étoile de bronze ;
- Croix de Guerre 1939-1945 avec trois palmes ;
- Médaille d'or de la Ville de Milan ;
- Fourragère aux couleurs du ruban de la Croix de Guerre 1914-1918 avec olive aux couleurs du ruban de la croix de guerre 1939-1945.

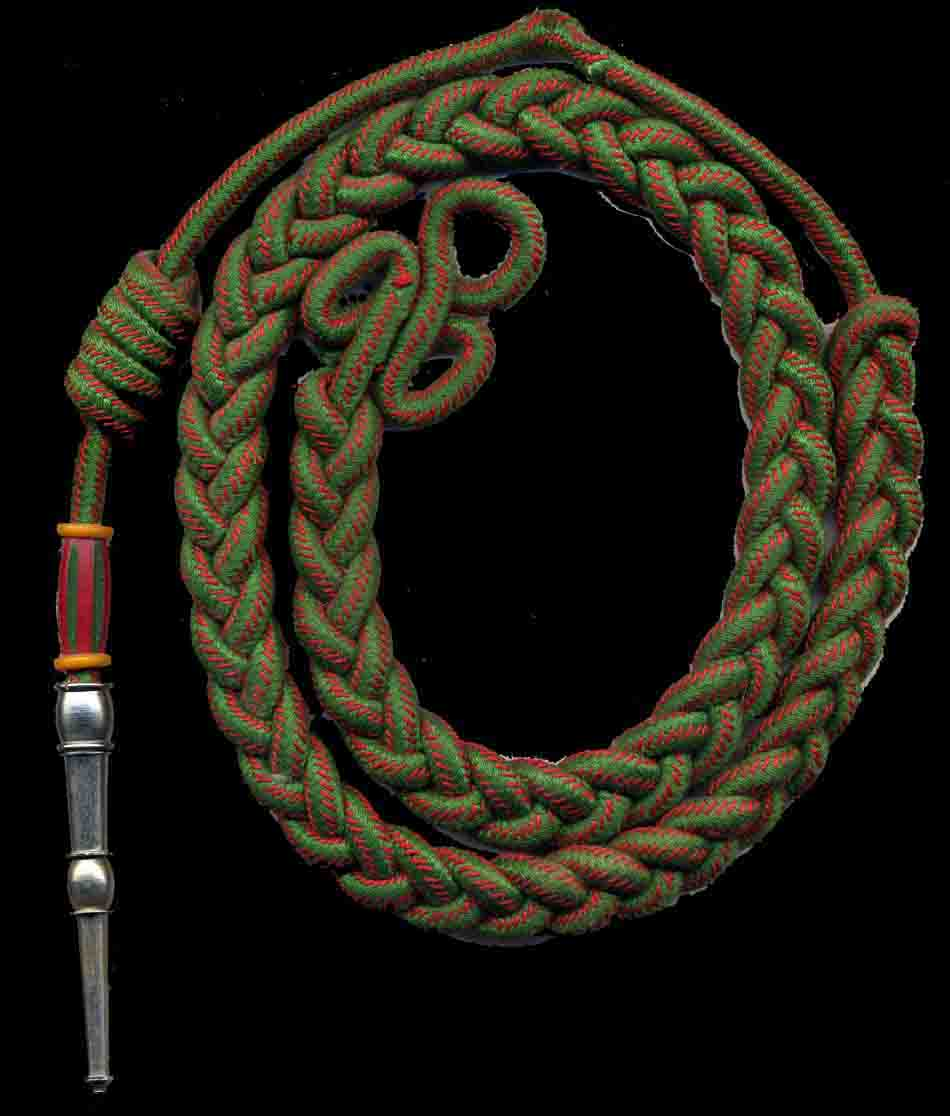
Fourragère aux couleurs du ruban de la croix de guerre 1914-1918 avec olive aux couleurs du ruban de la croix de guerre 1939-1945.

### Insigne porté de 1937 à 1964

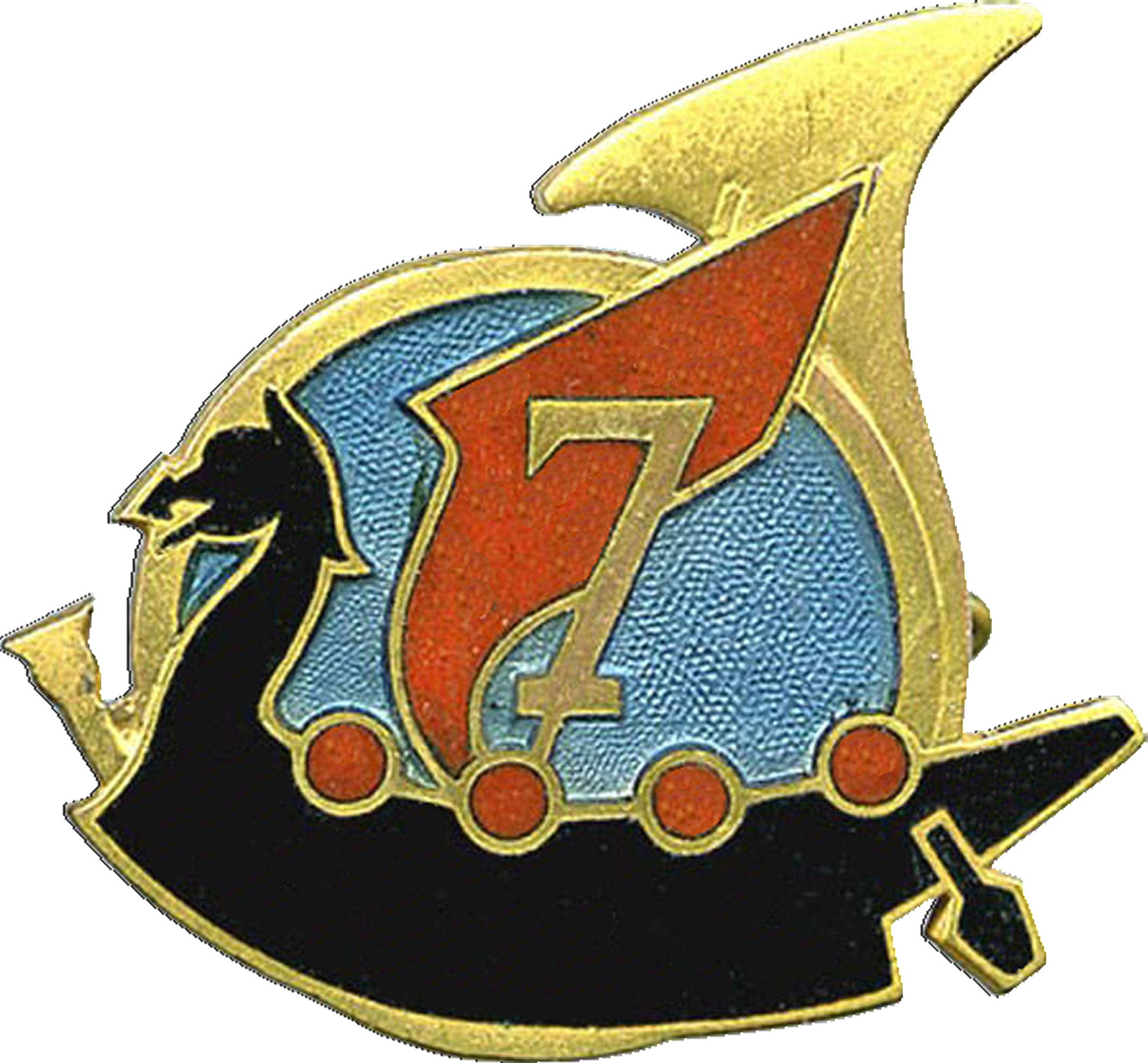
Insigne porté de 1937 à 1964.

## Insignes

### Insigne porté de 1965 à 1993

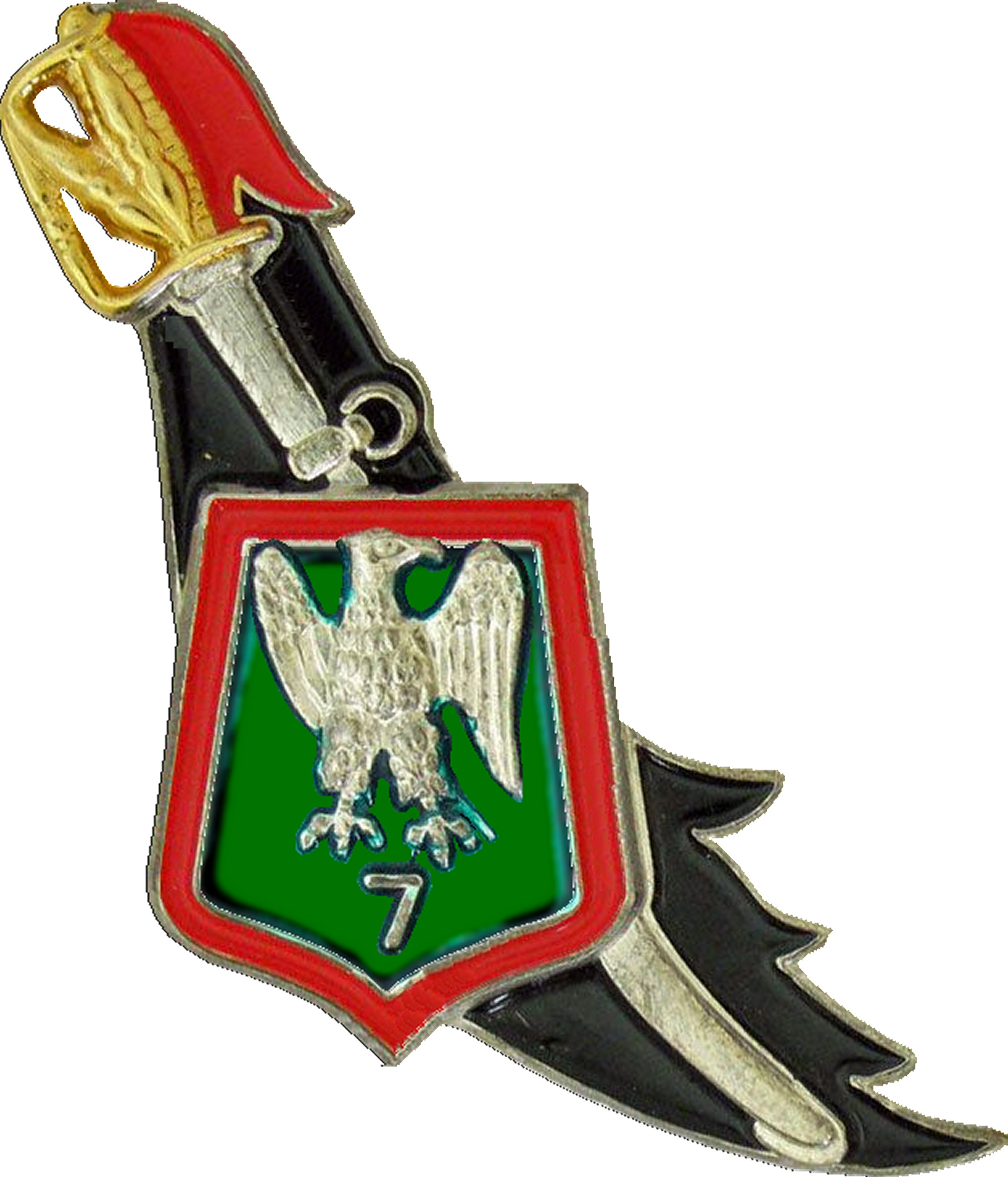
Insigne porté de 1965 à 1993.

L'insigne a été homologué comme suit sous le n° G2037 le 21 octobre 1964 :
« Bancal à garde d'or, fourreau d'argent et dragonne de sable brochant sur une queue de cheval du même, à l'attache écarlate, l'ensemble chargé d'une sabretache de sinople à bordure écarlate, d'un aigle d'argent enserrant le chiffre 7 du même. »
- le sabre de cavalerie légère, à garde d'or et dragonne de sable, rangé dans un fourreau d'argent, rappelle l'arme règlementaire des chasseurs à cheval sous Napoléon Ier.

- la sabretache vert chasseur à bordure écarlate est censée représenter une pièce de l'équipement des chasseurs à cheval.

- la queue de cheval évoque la Cavalerie.

- l'aigle impérial d'argent tenant dans ses serres le chiffre 7 constitue une référence directe au Premier Empire.

## Chant des Chasseurs à cheval
Extrait de Les Chants de l’Armée française par Jean-Georges Kastner
1er couplet
Des chasseurs intrépides
Entendez-vous la voix,
Quand leurs chevaux rapides
Battent ravins et bois ?
Voici la noble fête ;
Accourons cavaliers,
Et que l’écho répète
Au loin nos cris guerriers.
Sonnez la chasse etc.
Refrain
Sonnez la chasse par vaux et monts !
Sonnez la chasse cors et clairons !
Sonnez la chasse par vaux et monts !
Sonnez la chasse cors et clairons !
L’ennemi passe et le camp dort.
L’ennemi passe et le camp dort.
Sonnez la chasse ! Sonnez plus fort !
Sonnez plus fort ! Sonnez plus fort !
2e couplet
Au combat que l’on suive
Notre fier étendard !
Le premier il arrive,
Et le dernier il part.
Bercés dans la mitraille
Et ne cédant jamais,
Escarmouche ou bataille
Toujours nous trouvent prêts.
Sonnez la chasse etc.
3e couplet
Sous le ciel d’Italie
Notre nom fut vanté.
Ce nom en Algérie,
Est encore redouté.
Ennemis de la France,
Tremblez ! Nous sommes là !
Le chasseur qui s’élance
Jamais ne recula.
Sonnez la chasse etc.

## Personnalités ayant servi au7eRCC
- Le major Jean Edouard Henri d'Haubersart (1772-1812) engagé comme chasseur.
- Le général Louis Pierre Alphonse de Colbert (1776-1843), chasseur (1er pluviôse an II).
- Le général Ludovic Hurault de Vibraye (1845-1929), major.
- Jean de Mas Latrie (1879-1914).
- S.A.R Jean d'Orléans (1965-), « comte de Paris », lieutenant.
- Michel Frechon (1892-1974), peintre.

### Sources et bibliographie
- 7e régiment de chasseurs. Campagne de 1914 à 1918. Historique sommaire, Paris, H. Charles Lavauzelle, 1920, 43 p., lire en ligne sur Gallica.
- Roland Jehan et Jean-Philippe Lecce, Encyclopédie des insignes de l'Arme Blindée Cavalerie, tome II, Les chasseurs à cheval, Cheminements Éditions, 2008  (ISBN 978-2-84478-708-8)